# Estación Salto (Belgrano)
Salto es una estación de ferrocarril ubicada la localidad del mismo nombre, en el Partido de Salto, Provincia de Buenos Aires, Argentina.
Fue construida por la Compañía General de Ferrocarriles en la Provincia de Buenos Aires en 1908, como parte de la vía que llegó a Rosario en ese mismo año.

## Infraestructura
La estación se encuentra en un estado total de abandono y usurpada, pese a lo cual nos permite apreciar su esplendor pasado.
Ubicada sobre el km 208 de la línea, Salto fue una estación de primera categoría, habilitada para pasajeros, cargas, hacienda, encomiendas y telégrafo. Al igual que la ciudad, su nombre se debe a un salto de agua que existía sobre el Arroyo Saladillo Chico. Es una de las pocas estaciones con vías de descanso, vías de carga y vías de pasajeros, que actualmente se encuentran en parte desmontadas y robadas en varios tramos.
Actualmente la estación se encuentra en estado deplorable con varias familias viviendo en su interior que no se hacen responsables del mantenimiento. El ferrocarril fue progreso para esa pequeña comunidad debido al gran movimiento de granos y de las cargas del ferrocarril, la celeralera a la vera de la vía llegó a tener más de 120 personas trabajando. Con el cese de operaciones ferroviarias de carga, la lucha de esos trabajadores realizaron una cooperativa de trabajo para mantener los puestos de trabajo y la cerealera pero a pesar de tantos esfuerzos en el año 2003 la cerealera fue cerrada permanentemente.